# 項德楨
項德桢（1563年—？），字廷堅，號玄池，錦衣衛籍浙江嘉興府秀水縣人，明朝政治人物。

## 生平
項篤壽長子。萬曆十三年（1585年）乙酉科順天鄉試第三名舉人。萬曆十四年（1586年）聯捷丙戌科会试二十名，三甲第一百五十二名進士。工部观政，历官兵部职方司主事、署员外郎。
萬曆二十一年（1593年）十月升山东佥事、蓟州兵备，萬曆二十三年十月升四川参议兼佥事，分巡下川南道，二十七年九月官至河南按察司副使。二十九年六月调补山西右参议，三十年六月告病致仕。卒年五十。

## 著作
编有《项襄毅公年谱》5卷、《纪实》4卷。另有《名臣宁攘要编》存14种14卷、《皇明弼直录》、《续名臣记》、《大政志》、《易州新志》等。

## 家族
曾祖父項綱，曾任知縣；祖父項銓，曾任鴻臚寺序班，贈南京吏部考功司郎中；父親項篤壽，壬戌進士、廣東左參議。前母鄭氏（贈宜人）；母馬氏（封宜人）。严侍下。弟项德棻（生员）。